# 香莢蘭
香荚兰（学名：Vanilla planifolia），又称香草、香子兰、香草兰、港澳地区音译作云呢拿，是香草 (香料)的一种，常用作甜品的香料。该词也指从本植物中提取的、或者人工合成的同种香料。
香荚兰的香味源自其种荚（香荚兰豆）裡名为香草精的化合物。鲜豆荚没有什么香味，需要杀青、发酵、烘干、陈化等加工过程，然后才发出浓郁香气。上一年的11月份收获鲜豆荚，要到次年的5月才能完成加工过程，形成成品上市。

## 历史
香荚兰原产于墨西哥埃尔塔欣地区，西班牙殖民者荷南·科尔蒂斯将其带回欧洲。1841年之前，墨西哥是世界上唯一的香荚兰种植地，因为香荚兰需要一种特定的蜜蜂Melipona授粉。1841年，马达加斯加一位12岁的奴隶发明了人工为香荚兰授粉的方法。 现在，马达加斯加已经是世界最大的香荚兰出产国。

## 用途
常在西式甜點中作為調味料。種莢使用酒精浸泡處理後，可提汲取植物本身的香草精。主要用來當作沐浴或身體的芳香劑。適用於護膚產品。

## 圖輯

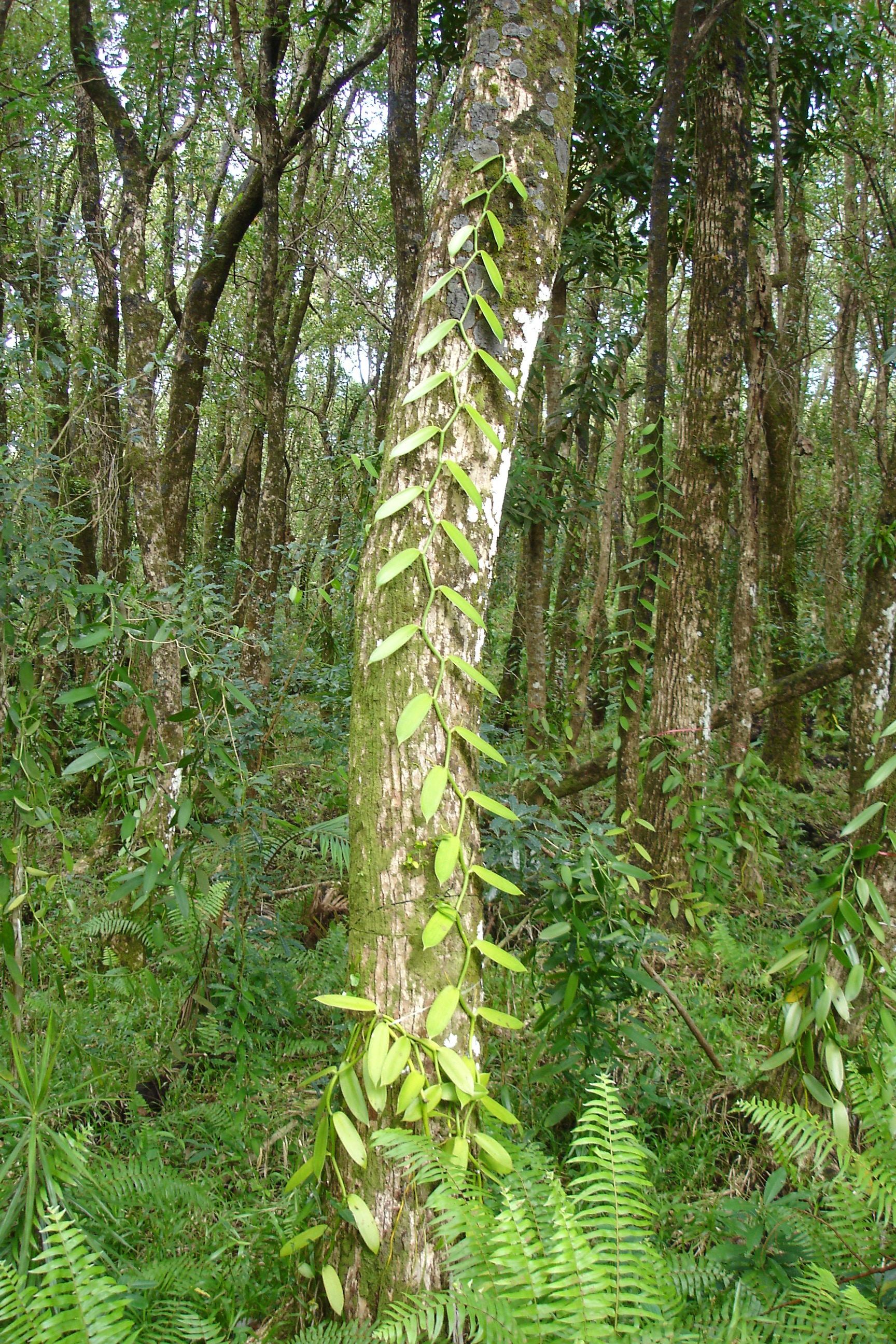
植株
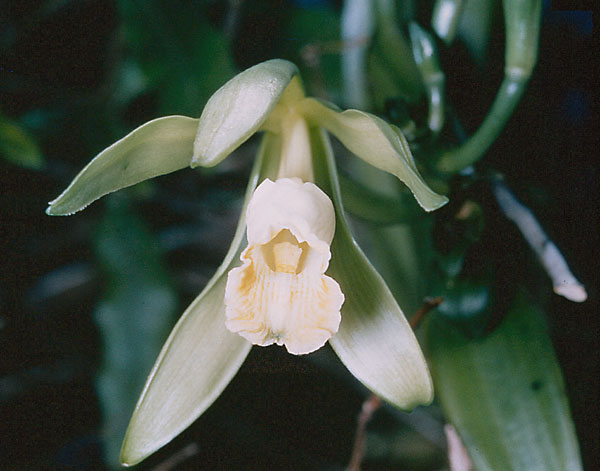
花
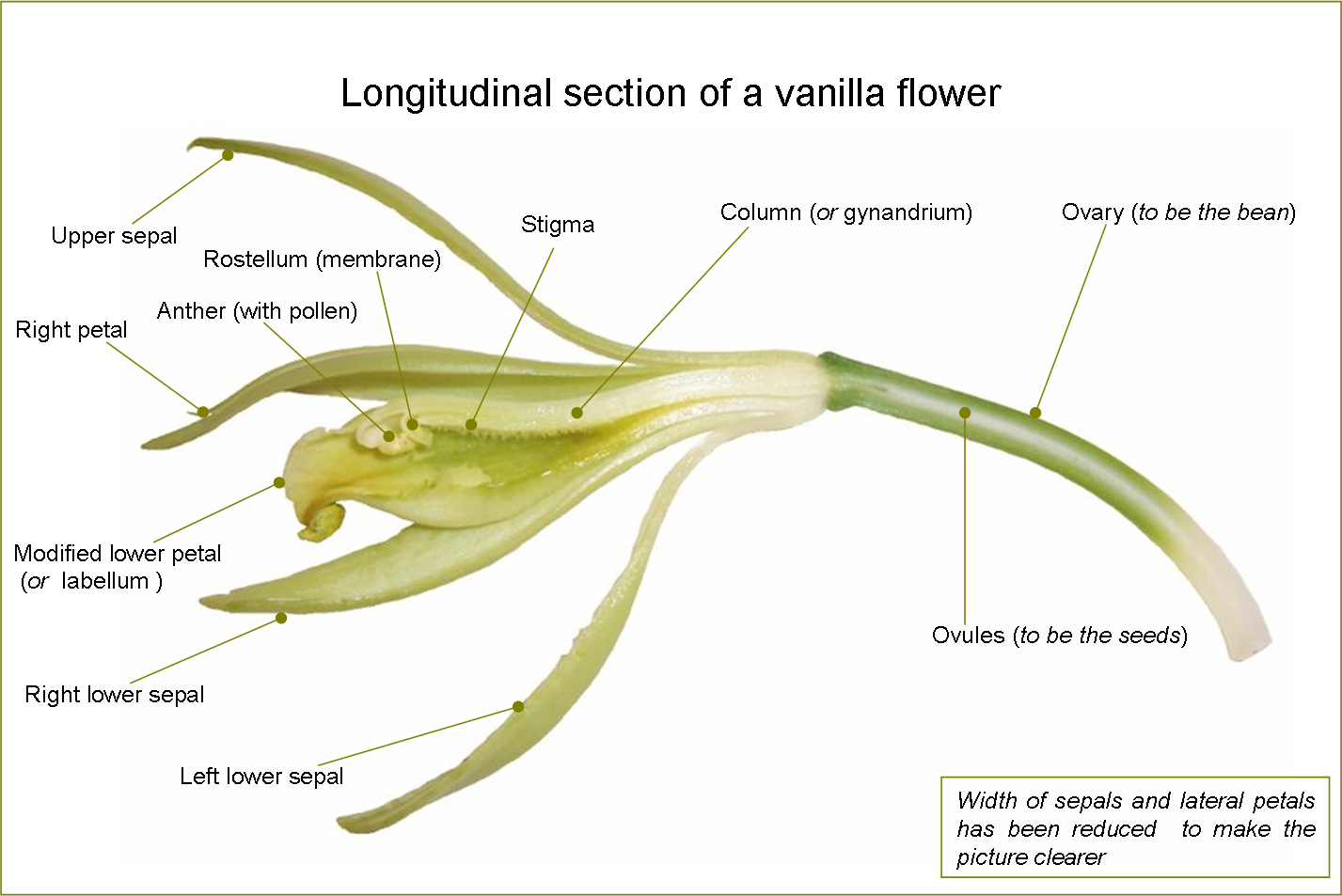
花縱剖面
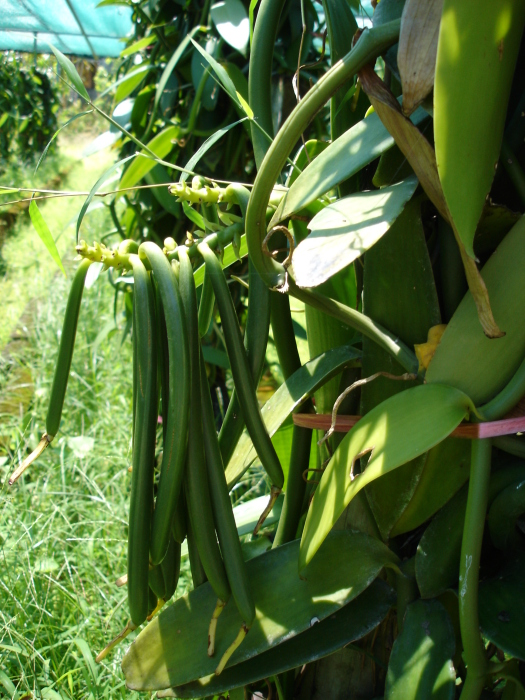
綠色的果荚並無香味
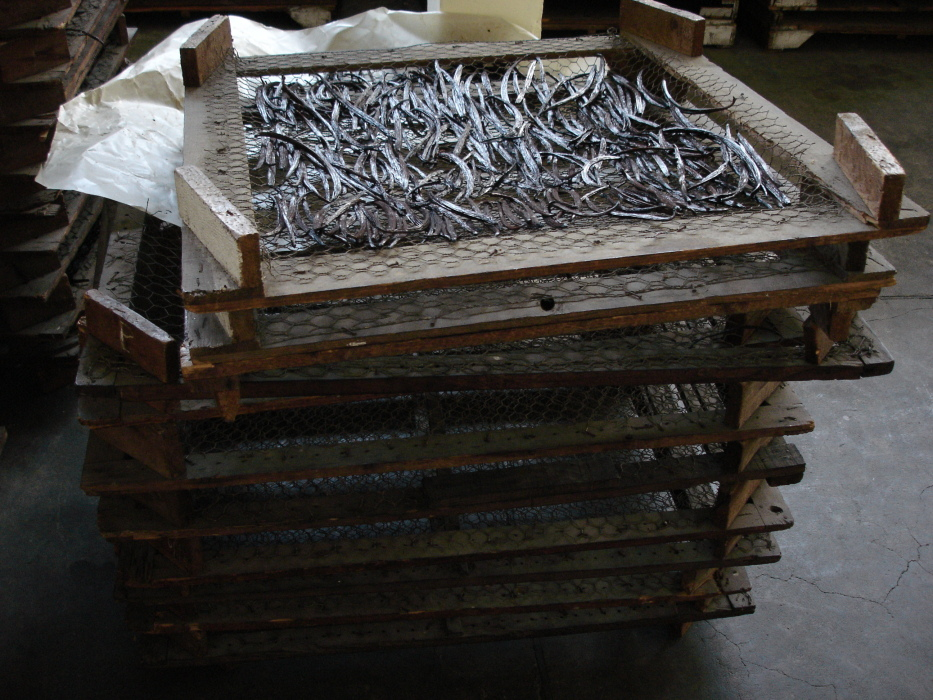
乾燥中的果莢
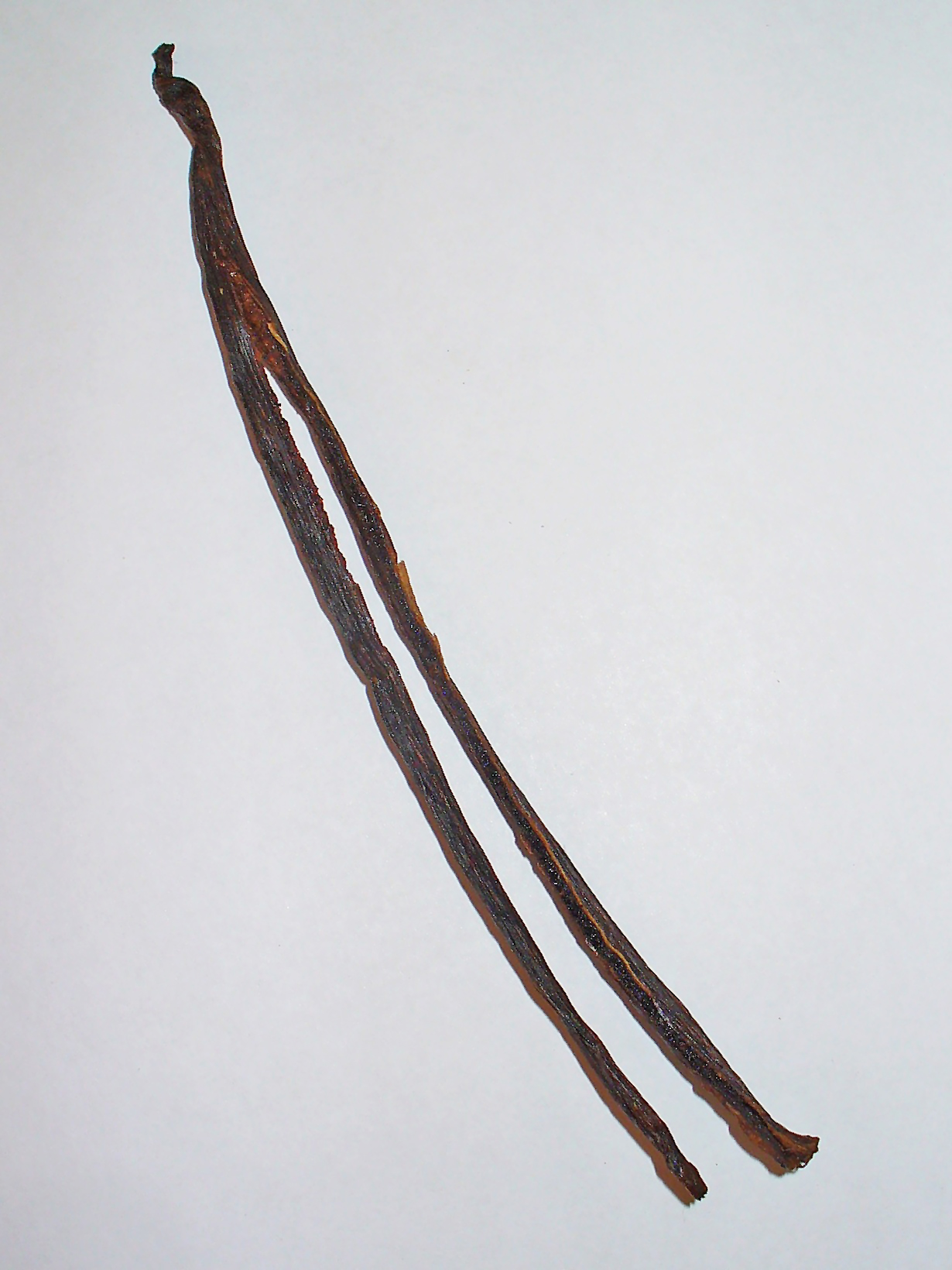
加工過的果莢
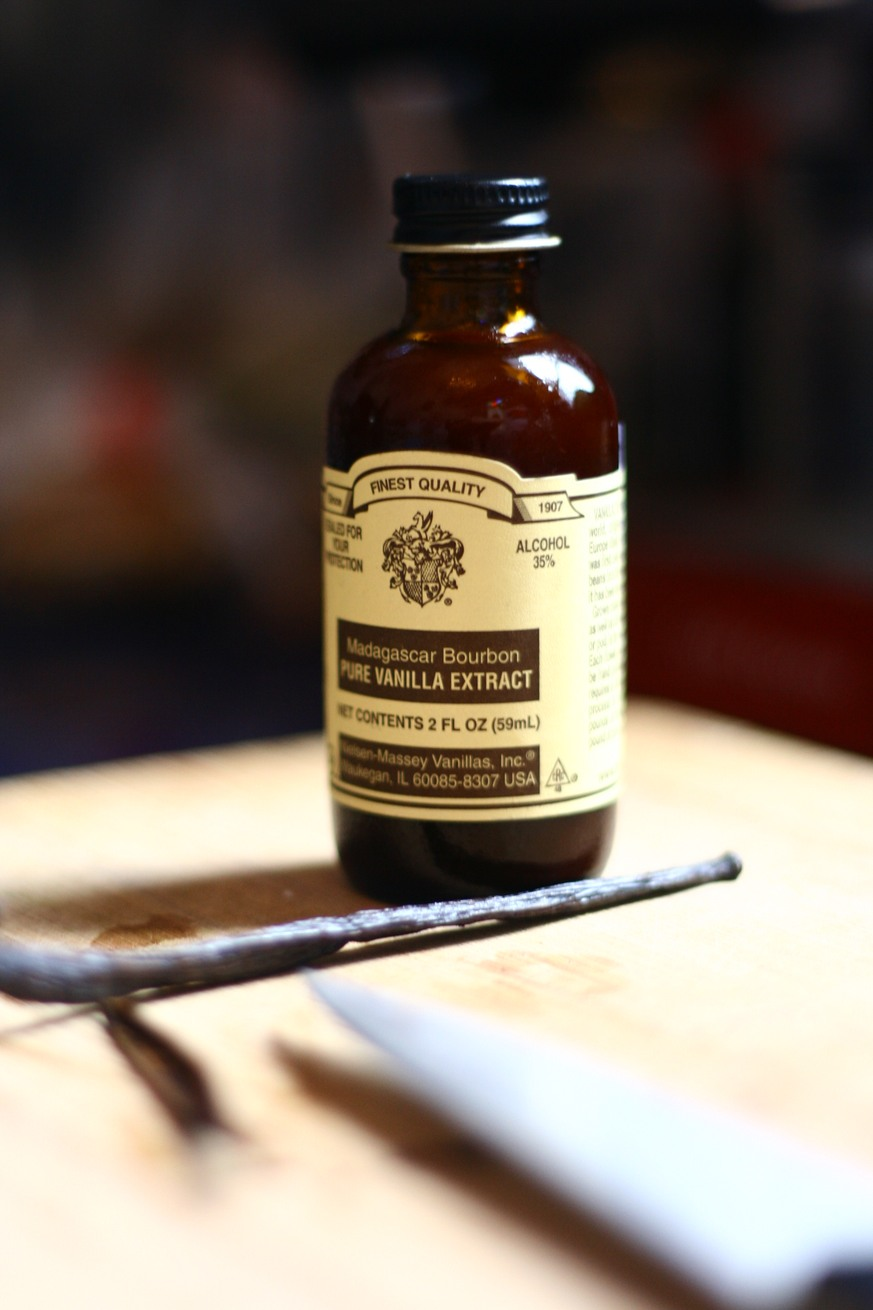
香草精